# Galina Čisťakovová
Galina Valentinovna Čisťakovová, někdy je uváděna i jako Čisťjakovová, (rusky Галина Валентновна Чистякова; * 26. června 1962 Izmajil) je bývalá sovětská atletka – skokanka do dálky i trojskokanka, která na sklonku své sportovní kariéry reprezentovala Slovensko.

## Významné úspěchy
V současnosti je držitelkou světového rekordu ve skoku do dálky žen výkonem 752 cm, kterého dosáhla v barvách SSSR v roce 1988. V témže roce pak získala na olympijských hrách v Soulu bronzovou medaili. V roce 1996 se zúčastnila Olympijských her v Atlantě v disciplínách skoku dalekém a trojskoku.
V těchto disciplínách vytvořila v roce 2001 také dva slovenské rekordy jako sportovní veteránka (ženy mezi 35 a 39 lety věku), v Banské Bystrici ve skoku do dálky s výkonem 613 cm a v Aténách v trojskoku s výkonem 14,02 metru.

## Rodinný život
Jejím manželem je trojskokan Alexandr Beskrovnij. Žijí na Slovensku.

## Osobní rekordy
Dráha
- Skok daleký - 752 cm 11.6. 1988 Leningrad  (Současný světový rekord)